# Luringen (musikalbum)
Luringen är Bengt Löfbergs debutalbum som soloartist, utgivet 2001.

## Låtlista
1. "Köhlen" - 2:49
2. "Polska i dur och moll" - 2:43
3. "Ristmanpolskan" - 3:52
4. "Brännvinspolska e. Spel-Bengten och Luringen" - 2:01
5. "Den glömda polskan" - 2:12
6. "Polska från Skede" - 2:22
7. "Enshult i dur och moll" - 2:22
8. "Pigopolskan" - 3:08
9. "Vals e. Peter Olas Anna" - 2:44
10. "Två vismelodier e. Carl Lindqvist och Lasse i Svarven" - 3:48
11. "Polska e. Nils Bernhard Ljunggren" - 2:06
12. "En sup till" - 2:08
13. "Polska e. Johan Magnus Dahl" - 3:38
14. "Polska från Hvetlanda" - 2:11
15. "Svar idag" - 3:34
16. "Polska från Gladhammar" - 3:07
17. "Polska från Calmar" - 2:03
18. "Den melancoliska pollonessen" - 3:09
19. "Polska ur Sven Donats notbok" - 2:25
20. "Vals e. August Karlsson" - 2:32
21. "Polska e. Johan Magnus Dahl" - 1:40
22. "Schottis e. Kongen af Trehörna" - 2:53
23. "Liaknaggvalsen" - 2:58
24. "Schottis e. Kongen af Trehörna" - 1:59
25. "Bredals näckpolska" - 7:41
26. "Långdanser e. Johan Jäng och ur Sven Donats notbok" - 3:38

## Medverkande musiker
- Bengt Löfberg - fiol